# Beam of Prism
Beam of Prism é o primeiro extended play (EP) do grupo feminino sul-coreano Viviz, lançado em 9 de fevereiro de 2022 pela BPM Entertainment e distribuído pela Kakao Entertainment. O EP consiste em 7 faixas, incluindo a faíxa-título "Bop Bop!", lançada juntamente ao EP.

## Antecedentes e lançamento
Em 6 de outubro de 2021, foi informado publicamente que Eunha, SinB e Umji, que foram membros do antigo grupo GFriend, assinaram com a agência Big Planet Made Entertainment (BPM Entertainment). "Faz muito tempo. Sinto muito e agradeço aos fãs que esperaram por muito tempo. Vou recomeçar na BPM Entertainment junto com SinB e Umji! Obrigado por seu amor e apoio imutáveis, e quero retribuir com boa música e boas performances a todos vocês que eu realmente amo", disse a integrante Eunha por meio de suas redes sociais. Com o anúncio, foi publicado um vídeo das integrantes que anunciavam sua estreia em breve. Em 24 de janeiro de 2022, anunciou-se nas redes sociais oficiais da agência que o grupo realizaria sua estreia em 9 de fevereiro de 2022 com o extended play Beam Of Prism. Em 2 de fevereiro, foi revelado a lista de faixas com o anúncio da canção "Bop Bop!" como o single de estreia do trio. Na semana seguinte, foram lançadas teasers do primeiro videoclipe da carreira de Viviz.

## Composição
"Bop Bop" foi descrita como uma "canção dance-pop híbrida contendo ritmos latinos e de disco com sua letra sobre a aspiração [do grupo] em aproveitar música". "Fiesta" foi descrita como uma "canção pop retro com uma leve atmosfera". "Tweet Tweet" foi descrita como uma canção com "letras pesadas" com "impressionante, único e divertido ritmo". "Lemonade" foi descrita como uma "canção R&B com ritmo que remanesce à gratidão e amor dos membros aos fãs que esperaram por bastante tempo". "Mirror" foi descrita como uma "música com arranjos orquestrais emocionantes e letras melódicas". A integrante Umji também participou do processo criativo do álbum, compondo "Love You Like".

## Recepção
| Críticas profissionais | Críticas profissionais |
| Avaliações da crítica  | Avaliações da crítica  |
| Fonte                  | Avaliação              |
| ---------------------- | ---------------------- |
| NME                    | [ 8 ]                  |

Rhian Daly do NME descreve a faixa-título "Bop Bop!" como uma canção com uma "introdução exuberante e infectuosa", e ainda acrescenta que "o efeito reverso nos vocais iniciais é uma escolha refrescante da produção que deixa as coisas instantaneamente intrigantes, todos amarrados juntos em um sonoridade disco-pop retro, não tão longe do último single de GFRIEND, ‘Mago’." Sobre o grupo, Rhian afirma que o mini-álbum faz um "sólido trabalho em re-introduzir as cantoras em um novo contexto"
Comercialmente, Beam of Prism estreiou na segunda posição na principal tabela sul-coreana, a Gaon Album Chart, no gráfico da semana 7 de 2022; na tabela mensal, o EP alcançou a oitava posição para Fevereiro de 2022 com 50,000 cópias vendidas em território coreano. No Japão, o mini-álbum estreou em #42 no Oricon Albums Chart, vendo mais de mil cópias no país.

## Lista de faixas
| Lista de faixas para Beam of Prism |                   |                                     |                                                                        |                                                           |         |  |
| N.º                                | Título            | Letras                              | Música                                                                 | Arranjo                                                   | Duração |  |
| 1.                                 | "Intro"           |                                     | Lim Soo-ho (PaperMaker) Woong Kim (PaperMaker) PaperMaker              | Lim Soo-ho (PaperMaker) Woong Kim (PaperMaker) PaperMaker | 1:01    |  |
| 2.                                 | "Bop Bop!"        | Hwang Yu-bin Mi Lee-mu (PaperMaker) | Lim Soo-ho (PaperMaker) Woong Kim (PaperMaker) Anna Timgren PaperMaker | Lim Soo-ho (PaperMaker) Woong Kim (PaperMaker) PaperMaker | 3:39    |  |
| 3.                                 | "Fiesta"          | Danke (lalala Studio)               | Ryan S. Jhun Scott Russell Stoddart Daniel Kim Kuzzi                   | Ryan S. Jhun Scott Russell Stoddart                       | 3:31    |  |
| 4.                                 | "Tweet Tweet"     | Hwang Yu-bin                        | Moonshine Kim Yeon-seo Ellen Berg                                      | Moonshine                                                 | 3:11    |  |
| 5.                                 | "Lemonade"        | Lee Yi-jin (153/Joombas)            | David Amber (153/Joombas) Andreas Öberg                                | David Amber (153/Joombas)                                 | 3:43    |  |
| 6.                                 | "Love You Like"   | Lee Seu-ran Umji                    | Ryan S. Jhun Jeppe London Bilsby Celine Svanbäck Svea Kågemark         | Ryan S. Jhun Jeppe London Bilsby                          | 3:30    |  |
| 7.                                 | "Mirror (거울아)" | Yoske                               | EastWest Yoske                                                         | EastWest                                                  | 3:24    |  |
| Duração total:                     | Duração total:    | Duração total:                      | Duração total:                                                         | Duração total:                                            | 21:59   |  |

## Desempenho nas tabelas musicais
| Tabela musical (2022)            | Melhor posição |
| -------------------------------- | -------------- |
| Coreia do Sul (Gaon Album Chart) | 2              |
| Japão (Oricon Albums Chart)      | 42             |

### Vendas
| País                             | Vendas |
| -------------------------------- | ------ |
| Coreia do Sul (Gaon Album Chart) | 50,000 |
| Japão (Oricon Albums Chart)      | 1,141  |

## Histórico de lançamento
| País          | Data                   | Formato                         | Gravadora  |
| ------------- | ---------------------- | ------------------------------- | ---------- |
| Coreia do Sul | 9 de fevereiro de 2022 | Download digital, CD, streaming | BPM, Kakao |
| Mundo         | 9 de fevereiro de 2022 | Download digital, CD, streaming | BPM, Kakao |